# Opactwo Romainmôtier
Opactwo Romainmôtier (fr. Abbaye de Romainmôtier) – to dawny klasztor benedyktyński w kantonie Vaud, jeden z najstarszych częściowo zachowanych klasztorów w Szwajcarii.

## Opis
Według legendy, klasztor założył w V wieku św. Roman Jurajski i jego brat św. Lupicyn. Od imienia założyciela opactwa (fr. Romain) oraz miejscowego określenia klasztoru (moûtier) powstała nazwa miejscowości Romainmôtier.
W 515 r. mnisi z Romainmôtier założyli Opactwo terytorialne Saint-Maurice. Klasztor Romainmôtier podporządkowano Opactwu w Cluny w 928 r., a od 994 r. dostał się pod zarząd św. Odylona z Cluny. Rozkwit Romainmôtier trwał do XV wieku, a w 1536 r. reformacja spowodowała kasatę klasztoru, rozbiórkę części zabudowań opactwa i zniszczenie dekoracji, rzeźb i niektórych fresków w kościele. Od tej pory kościół służy kultowi ewangelicko-reformowanemu.
Wykopaliska i renowacje kościoła klasztornego nastąpiły w 1896 r. Obecny kościół został zbudowany na początku XI wieku, prawdopodobnie za czasów św. Odylona z Cluny, na fundamentach dwóch świątyń z VII i VIII wieku. Bazylika w kształcie krzyża ma trzy nawy, pierwotnie zakończone trzema półkolistymi absydami. Jest to bardzo dobry przykład architektury burgundzkiej, zredukowana replika opactwa Cluny II. Przedsionek dobudowano na początku XII wieku. Ganek wejściowy pochodzi z XIV wieku, apsyda została przebudowana w tym samym czasie na planie prostokąta. Zewnętrzna część kościoła jest ozdobiona prostą dekoracją łuków lombardzkich. W sklepieniu przedsionka XIV-wieczne freski przedstawiają Ojców Kościoła, Adama i Ewę wygnanych z Raju i świętych. Wewnątrz kościoła znajduje się ambona z VIII wieku z maswerkową dekoracją i napisem. W chórze znajdują się mocno zniszczone grobowce przeora Henri de Sivirieza z XIV wieku i przeora Jeana de Seyssel, który zmarł w 1432 r. Stalle pochodzą z XV wieku. XV-wieczne freski ozdabiają kaplicę na północnej ścianie kościoła. Przy południowej ścianie kościoła znajdują resztki krużganków dawnego klasztoru.
Naprzeciwko kościoła znajduje się XIV-wieczna wieża zegarowa, dawna brama wjazdowa w murze otaczającym budynki klasztorne. Spośród nich do dzisiaj zachowały się budynki gospodarcze i dawny dom przeora przebudowany w XVI–XVII wieku, kiedy służył jako siedziba komorników berneńskich.

## Galeria

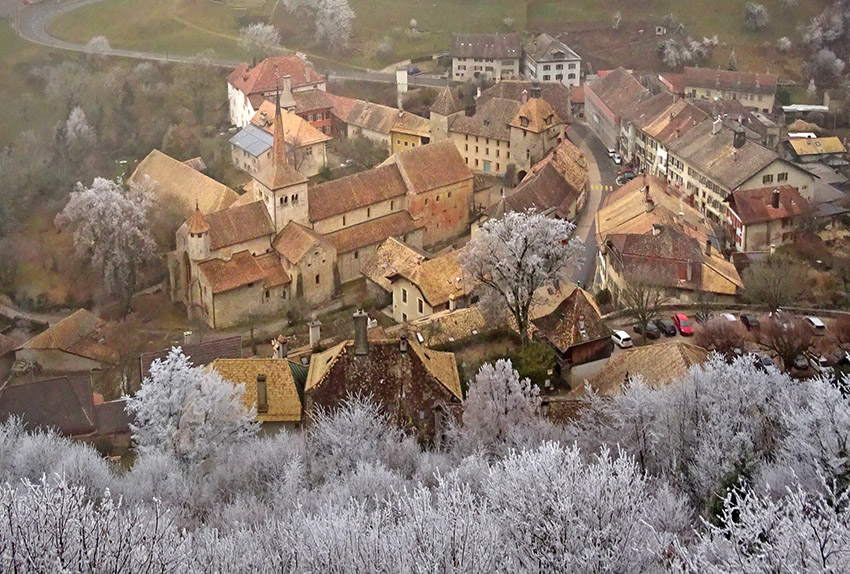
Widok ogólny opactwa
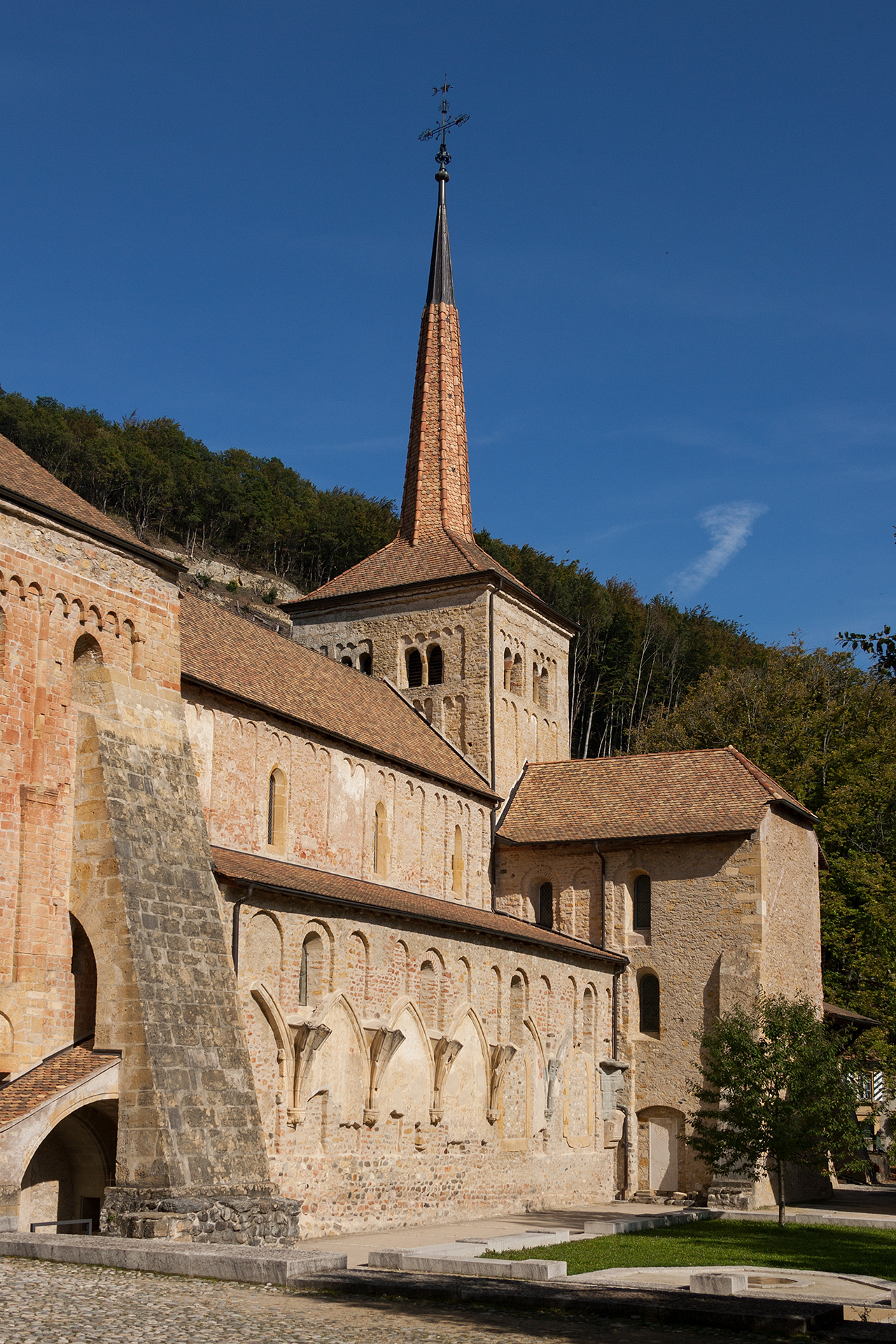
Południowa ściana kościoła z resztkami krużganków
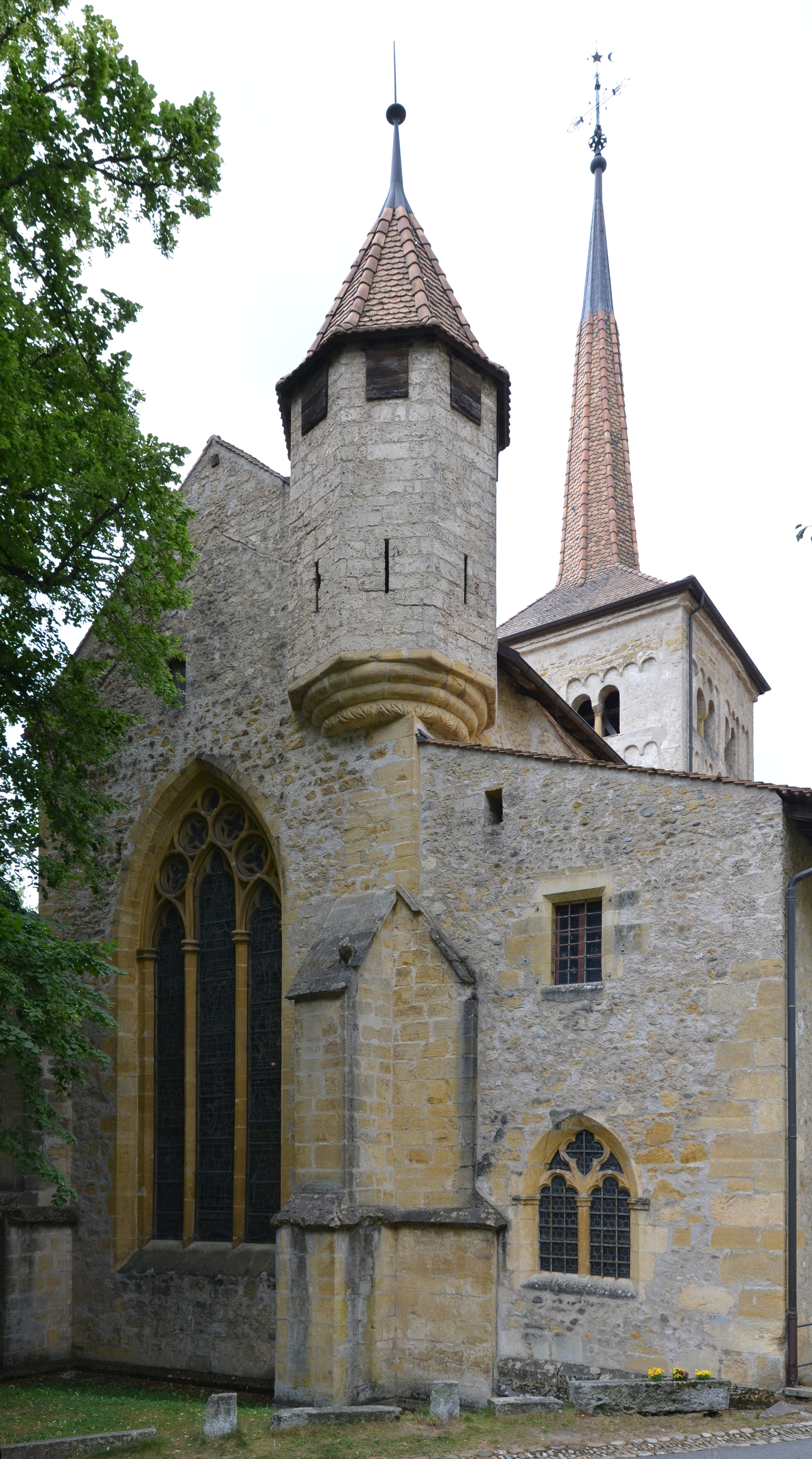
Kościół
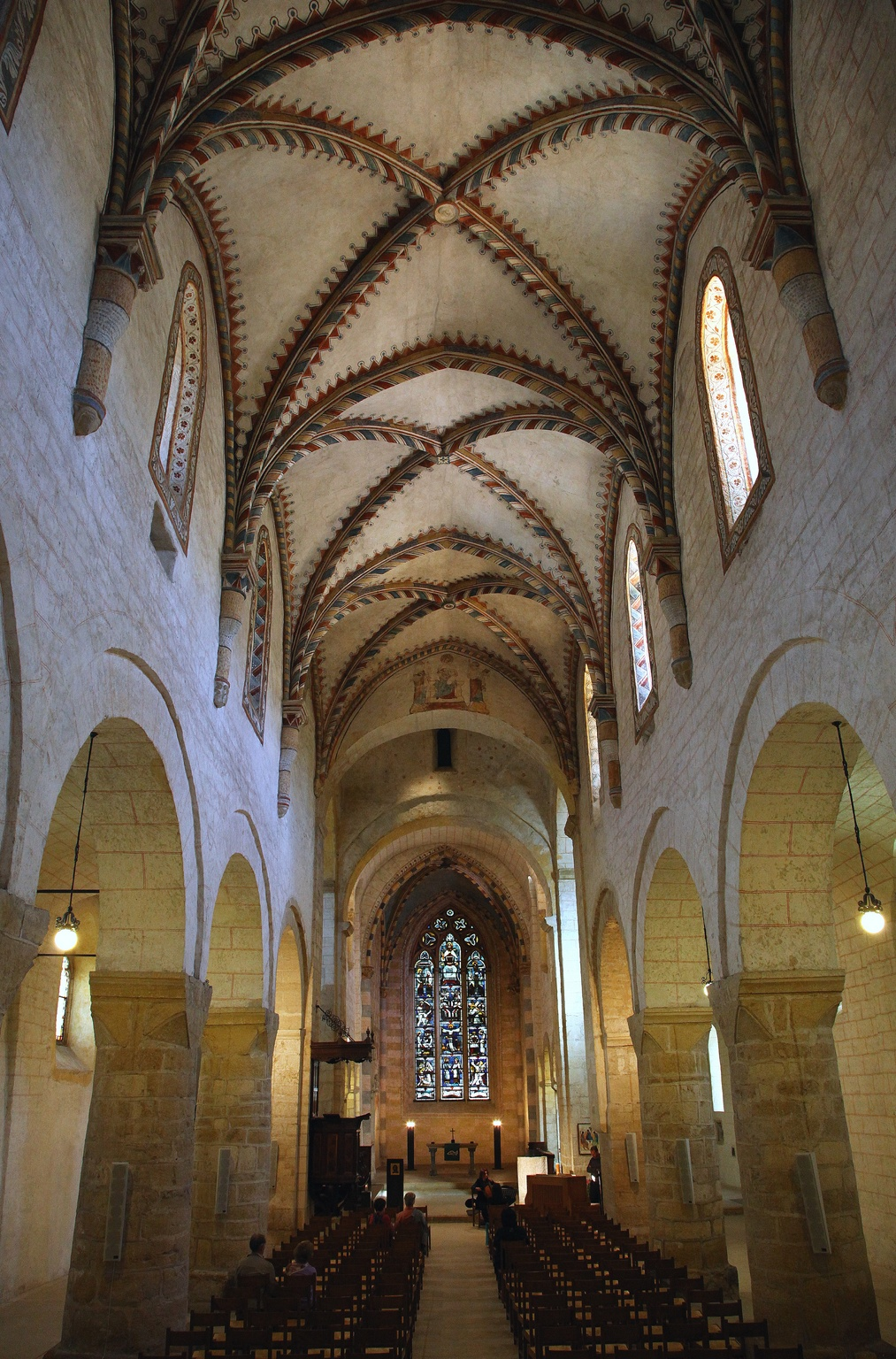
Wnętrze kościoła
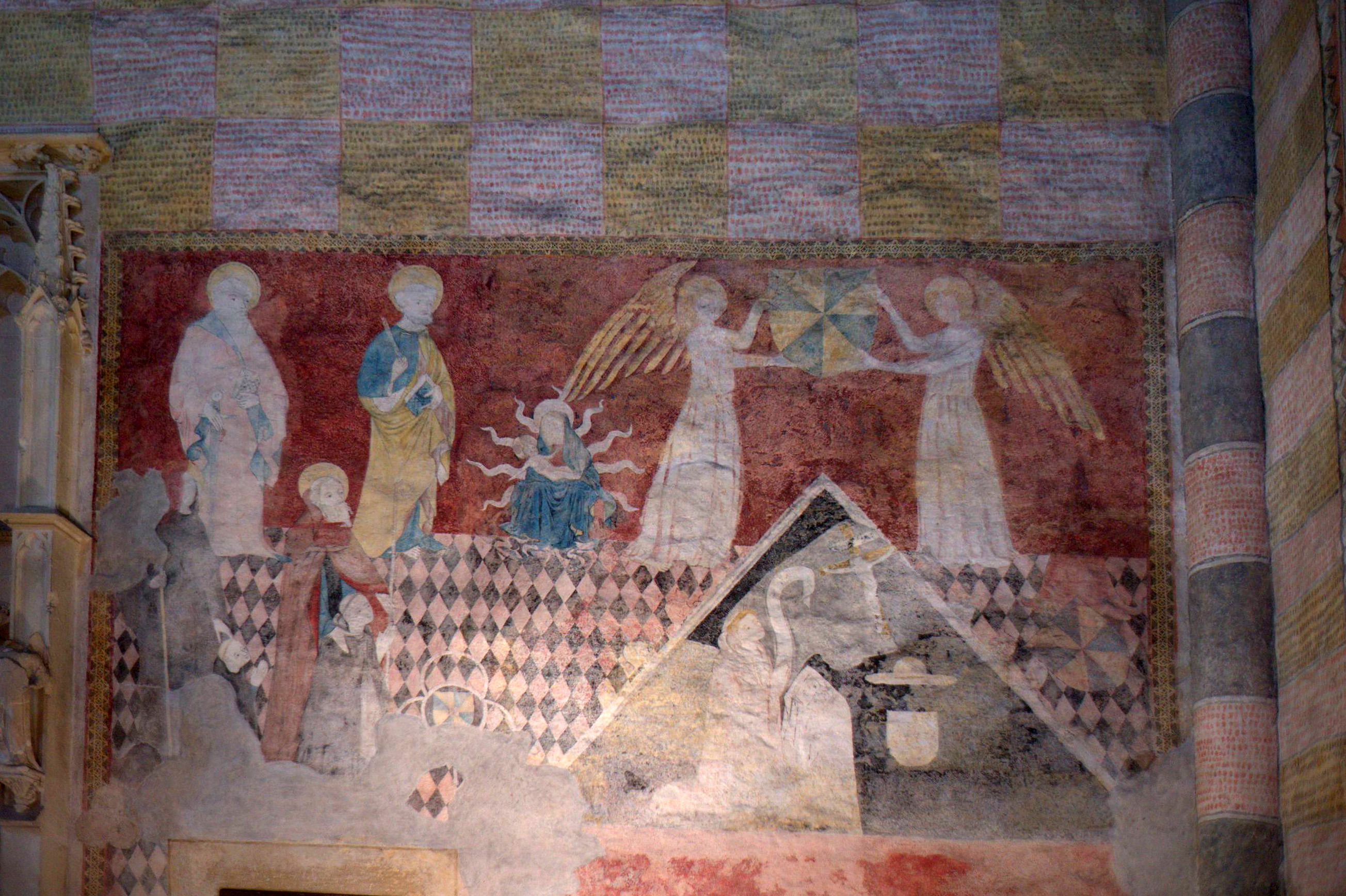
Freski